# Parti per milione
Parti per milione (ppm) è una unità di misura adimensionale che indica un rapporto tra quantità misurate omogenee di un milione a uno. Ad esempio viene usata per livelli estremamente bassi di concentrazione di un elemento chimico, ma anche per esprimere errori di misurazione, o tolleranze. Il valore delle ppm è equivalente alla quantità assoluta frazionale moltiplicata per un milione (106). Espresso in percentuale 1 ppm vale 0,0001%.

## Visualizzazione di una parte per milione
Il sistema metrico decimale è il modo più facile e conveniente per esprimere una misurazione in quanto le unità metriche si esprimono a multipli di 10. Per esempio: un milligrammo è un millesimo di grammo, un grammo è un millesimo di chilogrammo. Così un milligrammo è un milionesimo di chilogrammo. Quindi un milligrammo è una parte per milione del chilogrammo, così dire che una sostanza ha un certo valore espresso in parti per milione (ppm) è come dire "milligrammi per ogni chilogrammo". Quindi brevemente 1 ppm = 1 mg/kg.

## Uso
Questa unità viene utilizzata per misurare: 
- l'abbondanza relativa di elementi rari presenti nella crosta terrestre
- la concentrazione di sostanze inquinanti nell'ambiente
- in chimica analitica, la concentrazione in genere di elementi in tracce
- in ingegneria, la tolleranza di prodotti in serie, o l'errore associato a valori di riferimento, come ad esempio i campioni
- in elettronica, il discostamento del valore nominale della grandezza in esame al variare della temperatura
- nei prodotti di uso comune come nel dentifricio, per quantificare la concentrazione di ioni fluoro contenuti.

## Trasformazione numerica in mg/dm³
Normalmente le sostanze inquinanti aerodisperse vengono misurate in ppmv (parti per milione in volume) se allo stato gassoso o in mg/dm³ se si tratta di aerosol (o di fumi), specificando anche la percentuale di ossigeno presente in essi.
Per convertire dall'una all'altra unità di misura, si utilizza una formula derivante dal rapporto fisso di una mole di gas e il volume da essa occupato in condizioni normali (0 °C e 1 atm) pari a 22,41 Ndm³/mol (Ndm³ = normal decimetro cubo)
ppm = mg/Ndm³ × 1000 × 22,41 / (massa molare)
in cui la massa molare è espressa in grammi/mole (ad esempio per l'azoto molecolare è pari a 28 g/mol).
Nel caso in cui sia necessario un riferimento ad un livello di ossigeno nei fumi diverso da quello reale:
ppm = mg/Ndm³ ×  22,41 / (massa molare) × (21 - percentuale di ossigeno richiesto) / (21 - percentuale di ossigeno reale)